# الفونسو گارسیا
الفونسو گارسیا (انگلیسی: Alfonso Garcia؛ زادهٔ ۲۴ اکتبر ۱۹۶۹) بازیکن فوتبال اهل اسپانیا است.